# Gheorghe Fiat
Gheorghe Fiat, född 14 januari 1929 i Reșița, död 22 augusti 2010, var en rumänsk boxare.
Fiat blev olympisk bronsmedaljör i lättvikt i boxning vid sommarspelen 1952 i Helsingfors.